# Shelley Sandie
Shelley Ann Gorman, coniugata Sandie (Melbourne, 22 gennaio 1969), è un'ex cestista australiana, professionista nella ABL.

## Carriera
Con l'Australia ha disputato tre edizioni dei Giochi olimpici (Seul 1988, Atlanta 1996, Sydney 2000) e due dei Campionati mondiali (1990, 1994).